# ESC Halle 04
L'ESC Halle 04 Saale Bulls est un club professionnel allemand de hockey sur glace basé à Halle. Il évolue en Oberliga, le troisième échelon allemand.

## Historique
Le club est créé en 2004.

## Anciens joueurs

### Palmarès
- Aucun titre.